# Menomonee Falls
Menomonee Falls – wieś w hrabstwie Waukesha w stanie Wisconsin. W roku 2013 zamieszkiwało ją 35 924 osoby. Miejscowość została założona w 1892.
Z Menomonee Falls pochodzi Jessica Szohr, amerykańska modelka i aktorka.